# Jacques Fremon
Jacques Frémont, écuyer, seigneur du Bouffay et des Croix, fut conseiller du roi au siège Présidial et maire de Nantes de 1679 à 1681.

## Biographie
D'une famille de Tours, Jacques Fremon est le fils de François Fremon, sieur du Bouffay, marchand de draps de soie, consul des marchands de Nantes, et d'Anne Turpin.
Il est l'époux d'Anne Busson, fille de Pierre Busson, sieur de Boismorinet et de La Marlière, procureur au parlement de Bretagne, secrétaire du roi en la chancellerie près le parlement, et de Françoise Rolland.

## Municipalité
Sous-maire : 
- Julien Dupé, Sr du Bois-Bellot, ancien consul et lieutenant d'une des compagnie de Nantes

Échevins :
- Claude Perrault, Sr de la Chaussée, marchand ;
- Julien François, Sr du Brossay, marchand à la Fosse ;
- Jean Corbon, Sr de la Gerberie, sénéchal de la Rivière ;
- Julien Gartiau, Sr du Bois-Viaud, ancien consul des marchands ;
- Dupas, Sr de Beaulieu, Procureur au Présidial, ancien sénéchal du prieuré de Pirmil.

Dupé, Perrault, du Brossay, et Corbon remplacés par Pierre Grillau, Sr de la Chézine, ancien consul et directeur de la compagnie des Indes; Jacques Danguy, Sr des Redys, marchand à la Fosse; Guillaume Handriex, Sr de la Blanchardière, marchand de la Fosse; et Mathurin Loquet, Sr de l'Isle, avocat en la cour.